# Thiodina pseustes
Thiodina pseustes là một loài nhện trong họ Salticidae.
Loài này thuộc chi Thiodina. Thiodina pseustes được Ralph Vary Chamberlin & Wilton Ivie miêu tả năm 1936.